# Ерёминский сельсовет (Гомельская область)
Ерёминский сельсовет (бел. Яро́мінскі сельсавет) — административная единица на территории Гомельского района Гомельской области Республики Беларусь. Административный центр — агрогородок Ерёмино.

## История
Образован в 1926 году.

## Состав
Ерёминский сельсовет включает 4 населённых пункта:
- Вишенский — посёлок
- Ерёмино — агрогородок
- Климовский — посёлок
- Костюковка — деревня

Упразднённые населенные пункты на территории сельсовета:
- Бардино — посёлок